# Molophilus (Molophilus) filistylus
Molophilus (Molophilus) filistylus is een tweevleugelige uit de familie steltmuggen (Limoniidae). De soort komt voor in het Australaziatisch gebied.